# Anoye
Anoye est une commune française, située dans le département des Pyrénées-Atlantiques en région Nouvelle-Aquitaine.

## Géographie

### Localisation
La commune d'Anoye se trouve dans le département des Pyrénées-Atlantiques, en région Nouvelle-Aquitaine.
Elle se situe à 26 km par la route de Pau, préfecture du département, et à 23 km de Serres-Castet, bureau centralisateur du canton des Terres des Luys et Coteaux du Vic-Bilh dont dépend la commune depuis 2015 pour les élections départementales.
La commune fait en outre partie du bassin de vie de Lembeye.
Les communes les plus proches sont : 
Baleix (2,0 km), Momy (2,4 km), Abère (3,1 km), Maspie-Lalonquère-Juillacq (3,2 km), Gerderest (3,6 km), Lespourcy (3,9 km), Peyrelongue-Abos (4,2 km), Lucarré (4,5 km).
Sur le plan historique et culturel, Anoye fait partie de la province du Béarn, qui fut également un État et qui présente une unité historique et culturelle à laquelle s’oppose une diversité frappante de paysages au relief tourmenté.

### Communes limitrophes
Les communes limitrophes sont  Abère, Baleix, Gerderest, Maspie-Lalonquère-Juillacq, Momy, Peyrelongue-Abos et Samsons-Lion.
|           | Maspie-Lalonquère-Juillacq | Samsons-Lion     |
| Gerderest | Anoye                      | Peyrelongue-Abos |
| Abère     | Baleix                     | Momy             |

### Hydrographie

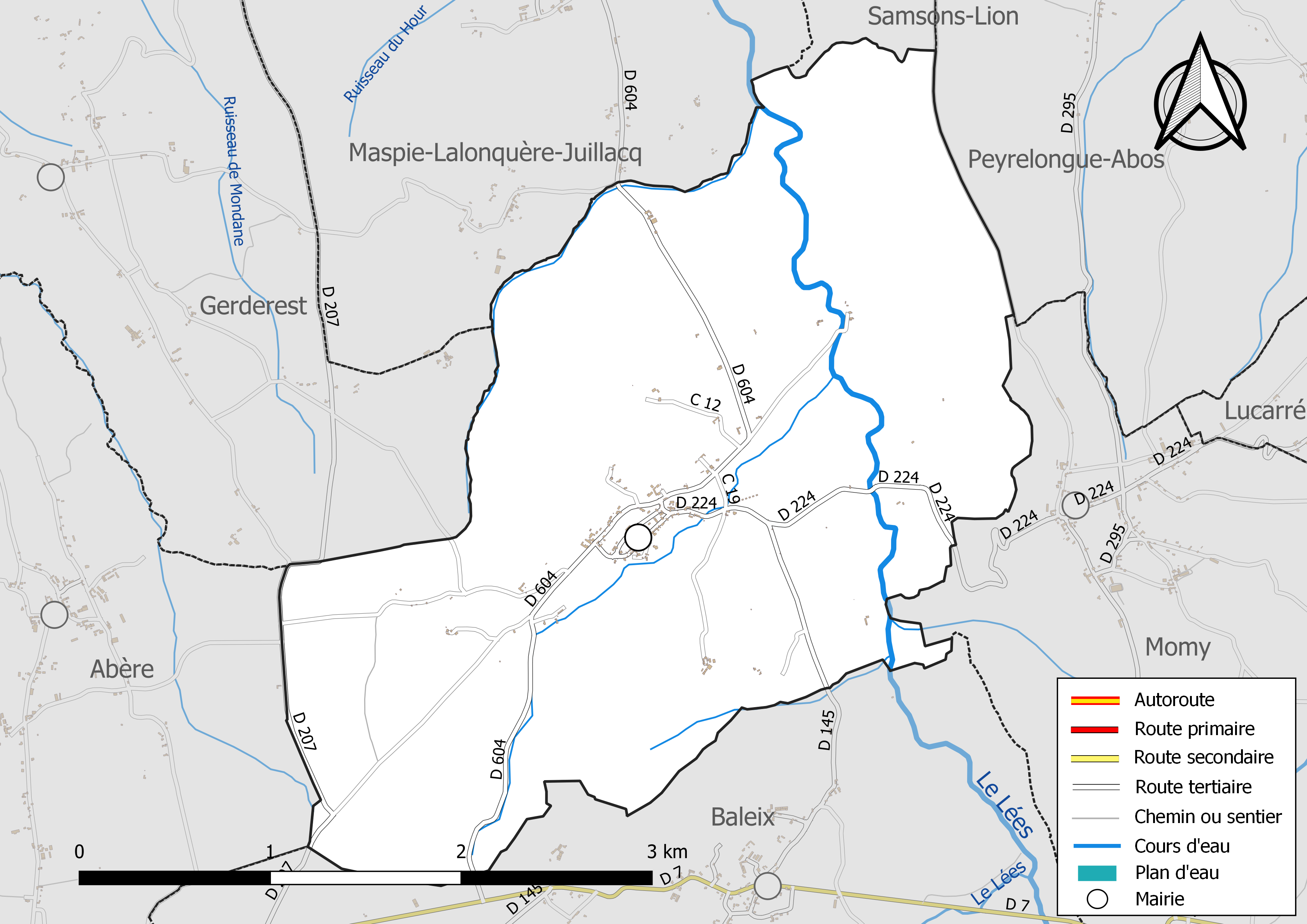
Réseaux hydrographique et routier d'Anoye.

La commune est drainée par le Léez et par deux petits cours d'eau, constituant un réseau hydrographique de 10,53 km de longueur totale,.
Le Léez (56 km) prend sa source dans la commune de Gardères, s'écoule du sud vers le nord et traverse le territoire communal dans sa partie est. Il se jette dans l'Adour à Barcelonne-du-Gers, après avoir traversé 31 communes.

### Climat
Pour des articles plus généraux, voir Climat de la Nouvelle-Aquitaine et Climat des Pyrénées-Atlantiques.
Historiquement, la commune est exposée à un climat de montagne.  
En 2020, Météo-France publie une typologie des climats de la France métropolitaine dans laquelle la commune est toujours exposée à un climat de montagne et est dans la région climatique Pyrénées atlantiques, caractérisée par une pluviométrie élevée (>1 200 mm/an) en toutes saisons, des hivers très doux (7,5 °C en plaine) et des vents faibles.
Pour la période 1971-2000, la température annuelle moyenne est de 13,2 °C, avec une amplitude thermique annuelle de 14,5 °C. Le cumul annuel moyen de précipitations est de 1 169 mm, avec 11,6 jours de précipitations en janvier et 8,2 jours en juillet. Pour la période 1991-2020, la température moyenne annuelle observée sur la station météorologique la plus proche, située sur la commune de Vic-en-Bigorre à 15,4 km à vol d'oiseau, est de 13,1 °C et le cumul annuel moyen de précipitations est de 937,3 mm,. Pour l'avenir, les paramètres climatiques de la commune estimés pour 2050 selon différents scénarios d'émission de gaz à effet de serre sont consultables sur un site dédié publié par Météo-France en novembre 2022.

### Milieux naturels et biodiversité

#### Espaces protégés
La protection réglementaire est le mode d’intervention le plus fort pour préserver des espaces naturels remarquables et leur biodiversité associée,.
Un  espace protégé est présent sur la commune : 
le « coteau de Lembeye », un terrain acquis (ou assimilé) par un conservatoire d'espaces naturels,, d'une superficie de 97,5 ha.

#### Réseau Natura 2000
Le réseau Natura 2000 est un réseau écologique européen de sites naturels d'intérêt écologique élaboré à partir des Directives « Habitats » et « Oiseaux », constitué de zones spéciales de conservation (ZSC) et de zones de protection spéciale (ZPS).
Un site Natura 2000 a été défini sur la commune au titre de la « directive Habitats » : les « coteaux de Castetpugon, de Cadillon et de Lembeye »,.

#### Zones naturelles d'intérêt écologique, faunistique et floristique
L’inventaire des zones naturelles d'intérêt écologique, faunistique et floristique (ZNIEFF) a pour objectif de réaliser une couverture des zones les plus intéressantes sur le plan écologique, essentiellement dans la perspective d’améliorer la connaissance du patrimoine naturel national et de fournir aux différents décideurs un outil d’aide à la prise en compte de l’environnement dans l’aménagement du territoire.
Une ZNIEFF de type 2 est recensée sur la commune, : 
les « coteaux calcaires du Béarn » (461,36 ha), couvrant 20 communes du département.

## Urbanisme

### Typologie
Au 1er janvier 2024, Anoye est catégorisée commune rurale à habitat dispersé, selon la nouvelle grille communale de densité à sept niveaux définie par l'Insee en 2022.
Elle est située hors unité urbaine. Par ailleurs la commune fait partie de l'aire d'attraction de Pau, dont elle est une commune de la couronne,. Cette aire, qui regroupe 227 communes, est catégorisée dans les aires de 200 000 à moins de 700 000 habitants,.

### Occupation des sols

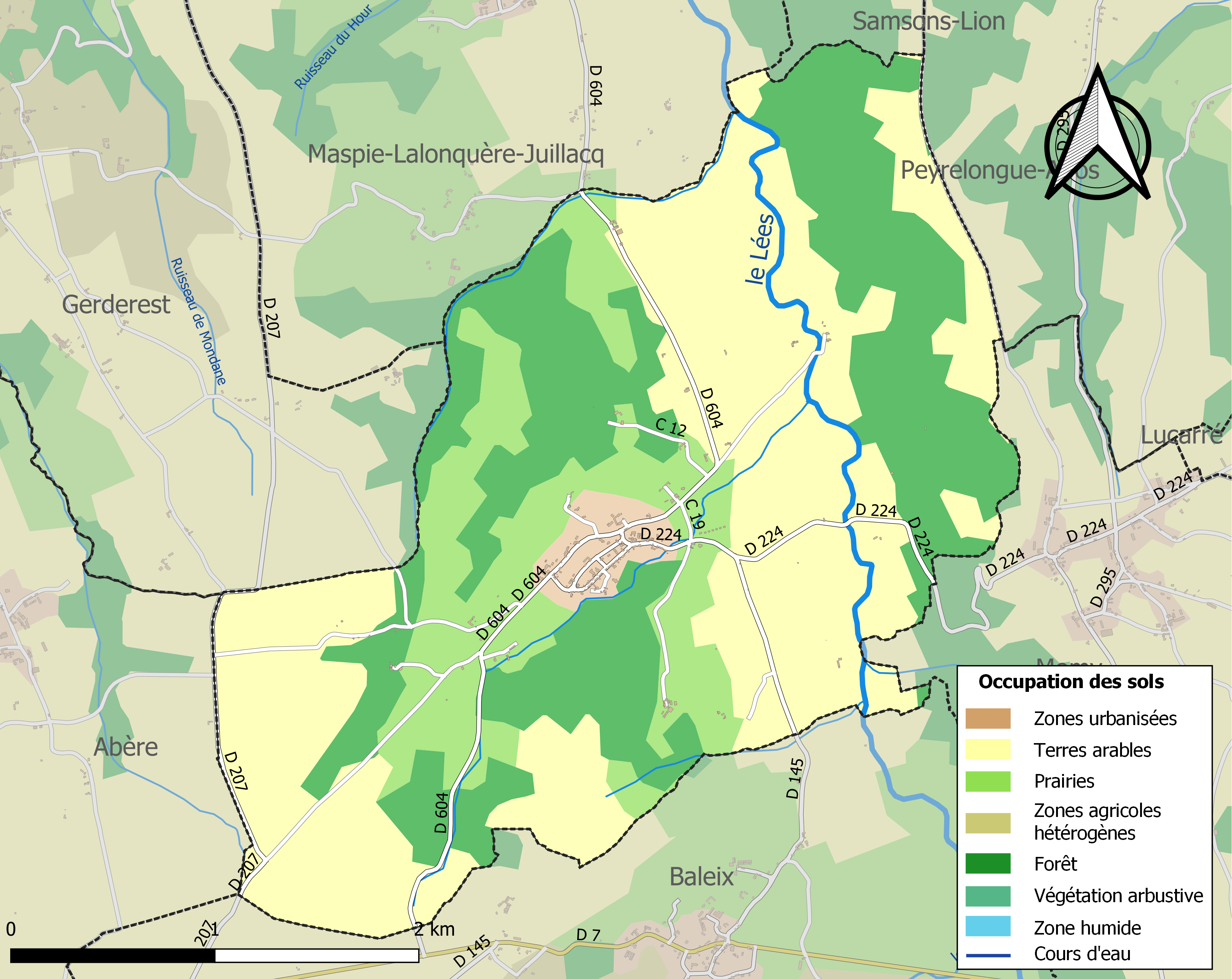
Carte des infrastructures et de l'occupation des sols de la commune en 2018 (CLC).

L'occupation des sols de la commune, telle qu'elle ressort de la base de données européenne d’occupation biophysique des sols Corine Land Cover (CLC), est marquée par l'importance des territoires agricoles (64,2 % en 2018), en diminution par rapport à 1990 (66,7 %). La répartition détaillée en 2018 est la suivante : 
terres arables (46,3 %), forêts (33,2 %), prairies (18 %), zones urbanisées (2,6 %). L'évolution de l’occupation des sols de la commune et de ses infrastructures peut être observée sur les différentes représentations cartographiques du territoire : la carte de Cassini (XVIIIe siècle), la carte d'état-major (1820-1866) et les cartes ou photos aériennes de l'IGN pour la période actuelle (1950 à aujourd'hui).

### Lieux-dits et hameaux
- Astis[27],[28],[6]
- Bourdallé[29]
- Cantou[30]
- Capdepont[6]
- Chambord[6]
- la Commande[31] ou Lacommande[6]
- Dibat[6]
- Fustié[32]
- Gassiabère[6]
- Gué[6]
- l'Honoré[33],[6]
- Hourticq[34],[6]
- Lasbarthes[6]
- Latare[6]
- Lermanou[35],[6]
- Mandou[36]
- Mouly d'Anoye[37]
- Mouly deu Poun[38]
- Nouaou[39],[6]
- Perrieu[6]
- Pessarthou[40],[6]
- Talabot[6]
- Teulé[6]
- Trianon[6]
- les Trois Fontaines[6]
- les Tuquets[6]

### Voies de communication et transports
La commune est desservie par les routes départementales D 224 et D 604.

### Risques majeurs
Le territoire de la commune d'Anoye est vulnérable à différents aléas naturels : météorologiques (tempête, orage, neige, grand froid, canicule ou sécheresse), inondations et séisme (sismicité modérée). Il est également exposé à un risque technologique,  le transport de matières dangereuses. Un site publié par le BRGM permet d'évaluer simplement et rapidement les risques d'un bien localisé soit par son adresse soit par le numéro de sa parcelle.

#### Risques naturels
Certaines parties du territoire communal sont susceptibles d’être affectées par le risque d’inondation par une crue à  débordement lent de cours d'eau, notamment le Léez. La commune a été reconnue en état de catastrophe naturelle au titre des dommages causés par les inondations et coulées de boue survenues en 1982, 1989, 2007 et 2009,.

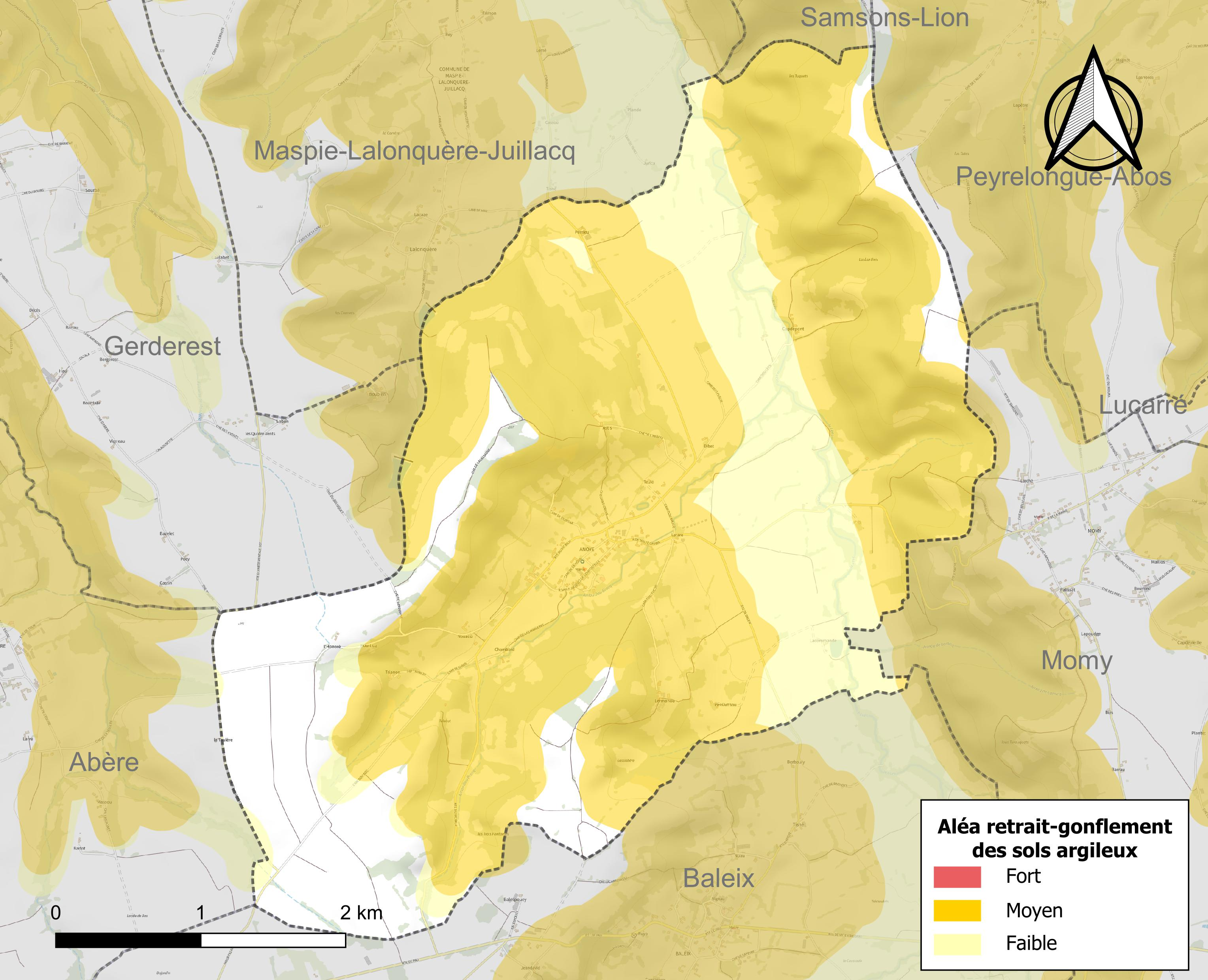
Carte des zones d'aléa retrait-gonflement des sols argileux d'Anoye.

Le retrait-gonflement des sols argileux est susceptible d'engendrer des dommages importants aux bâtiments en cas d’alternance de périodes de sécheresse et de pluie. 65,9 % de la superficie communale est en aléa moyen ou fort (59 % au niveau départemental et 48,5 % au niveau national). Depuis le 1er octobre 2020, en application de la loi ELAN, différentes contraintes s'imposent aux vendeurs, maîtres d'ouvrages ou constructeurs de biens situés dans une zone classée en aléa moyen ou fort,.

## Toponymie
Le toponyme Anoye apparaît sous les formes 
Noja (vers 1060, d'après Pierre de Marca)
Anoia (XIe siècle, cartulaire de l'abbaye de Saint-Pé et 1131, cartulaire de Morlaàs), 
Noye (1212, d'après Pierre de Marca), 
Noia (XIIIe siècle, fors de Béarn), 
le casteg d'Anoge (1372, titres de l'ordre de Saint-Jean de Jérusalem), 
Noye (1385, censier de Béarn), Sanctus Orentius de Anoya (1485, titres de l'ordre de Saint-Jean de Jérusalem), 
Noge sur la carte de Cassini (fin XVIIIe siècle) et
Annoye (1801, Bulletin des lois).
Son nom béarnais est Anoja ou Anouye.
Brigitte Jobbé-Duval mentionne que l’origine du toponyme est latine (noda ou noia) et désigne un « terrain marécageux ».
La Brouste était un bois de la commune d’Anoye, mentionné en 1778 (dénombrement d'Anoye) et 1863 (dictionnaire topographique Béarn-Pays basque).
Selon Paul Raymond, La Cave était, en 1863, un hameau d’Anoye.
Le chemin de la Commande, reliant Momy à Anoye, est une partie du chemin Romiu, nom qui s'appliquait à tous les chemins suivis depuis le XIe siècle par les pèlerins de Saint-Jacques-de-Compostelle, couramment bordés de commanderies, d'hôpitaux ou auberges.
Ce toponyme apparaît sous la forme lo molin deu Pont sur le Lés (1538, réformation de Béarn), qui désignait un moulin dépendant de la commanderie de Saint-Jean de Jérusalem de Caubin et Morlaàs.
Paul Raymond cite en 1863, le hameau Caubin de Sendets, ancienne commanderie de l'ordre de Saint-Jean de Jérusalem, citée sous les graphies 
los Ospitals de Sendegs e de Caubin de l'ordie de Sent Johan de Jherusalem (1341, titres de l'ordre de Saint-Jean de Jérusalem), 
l'Espitau de Sendetz d'Anoya (1492, notaires de Pau), 
l'Espitau de Scendetz et l'Espitau quy lo comanday de Cauby thien (respectivement 1538 et 1548, réformation de Béarn), 
Caubii de Sendets, Boirie Saint-Jacques et la Commande de Sendets (1585 pour ces trois formes, titres d'Anoye).

## Histoire
C'est semble-t-il à partir du château initial construit sur une motte voisine de l'église que le bourg s'est développé.
En 1385, lors du recensement demandé par Gaston Fébus, le village d'Anoye comptait 45 feux et dépendait du bailliage de Lembeye. Il y avait un marché, trois à quatre boulangeries et sept échoppes.
Anoye était le siège d'un marché concédé en 1472 qui souffrit néanmoins de l'importance prise par Lembeye.
En 1648, la baronnie de Lons devient un marquisat, qui inclut Abitain, Anoye, Baleix, Castillon, Juillacq, le Leu (hameau d'Oraàs), Lion, Lons, Maspie, Oraàs, Peyrède (fief d'Oraàs), Sauvagnon et Viellepinte.
Anoye était le chef-lieu d'une circonscription nommée la clau d'Anoye, comprenant Anoye, Maspie, Juillacq et Lion.

### Les Hospitaliers
Brigitte Jobbé-Duval indique que le village, halte sur le chemin de Saint-Jacques-de-Compostelle, est identifié depuis le XIe siècle. Il existait d'ailleurs à Anoye un hôpital tenu par les Hospitaliers de l'ordre de Saint-Jean de Jérusalem sous la responsabilité du commandeur de Caubin.
Paul Raymond note qu'Anoye est un ancien archipréché du diocèse de Lescar, membre de la commanderie de Saint-Jean de Jérusalem de Caubin et Morlaàs.

## Politique et administration

### Liste des maires
| Période                                  | Période  | Identité     | Étiquette | Qualité       |
| ---------------------------------------- | -------- | ------------ | --------- | ------------- |
| 1995                                     | 2014     | Jean Puyo    |           |               |
| 2014                                     | En cours | Alain Lavoye | SE        | Fonctionnaire |
| Les données manquantes sont à compléter. |          |              |           |               |

### Intercommunalité
Anoye fait partie de quatre structures intercommunales :
- la communauté de communes du Nord-Est Béarn ;
- le SIVU de la voirie du canton de Lembeye ;
- le syndicat d’énergie des Pyrénées-Atlantiques ;
- le syndicat intercommunal d'alimentation en eau potable (SIAEP) du Vic-Bilh Montanares.

## Population et société

### Démographie
L'évolution du nombre d'habitants est connue à travers les recensements de la population effectués dans la commune depuis 1793. Pour les communes de moins de 10 000 habitants, une enquête de recensement portant sur toute la population est réalisée tous les cinq ans, les populations de référence des années intermédiaires étant quant à elles estimées par interpolation ou extrapolation. Pour la commune, le premier recensement exhaustif entrant dans le cadre du nouveau dispositif a été réalisé en 2008.

En 2022, la commune comptait 134 habitants, en évolution de −10,67 % par rapport à 2016 (Pyrénées-Atlantiques : +3,78 %, France hors Mayotte : +2,11 %).
| 1793 | 1800 | 1806 | 1821 | 1831 | 1836 | 1841 | 1846 | 1851 |
| ---- | ---- | ---- | ---- | ---- | ---- | ---- | ---- | ---- |
| 498  | 454  | 480  | 557  | 605  | 543  | 547  | 552  | 535  |

| 1856 | 1861 | 1866 | 1872 | 1876 | 1881 | 1886 | 1891 | 1896 |
| ---- | ---- | ---- | ---- | ---- | ---- | ---- | ---- | ---- |
| 500  | 438  | 433  | 360  | 379  | 337  | 339  | 330  | 298  |

| 1901 | 1906 | 1911 | 1921 | 1926 | 1931 | 1936 | 1946 | 1954 |
| ---- | ---- | ---- | ---- | ---- | ---- | ---- | ---- | ---- |
| 294  | 279  | 277  | 233  | 230  | 215  | 202  | 183  | 176  |

| 1962 | 1968 | 1975 | 1982 | 1990 | 1999 | 2006 | 2008 | 2013 |
| ---- | ---- | ---- | ---- | ---- | ---- | ---- | ---- | ---- |
| 171  | 123  | 111  | 121  | 139  | 142  | 144  | 145  | 154  |

| 2018 | 2022 | - | - | - | - | - | - | - |
| ---- | ---- | - | - | - | - | - | - | - |
| 139  | 134  | - | - | - | - | - | - | - |

Anoye fait partie de l'aire d'attraction de Pau.

## Culture locale et patrimoine

### Lieux et monuments

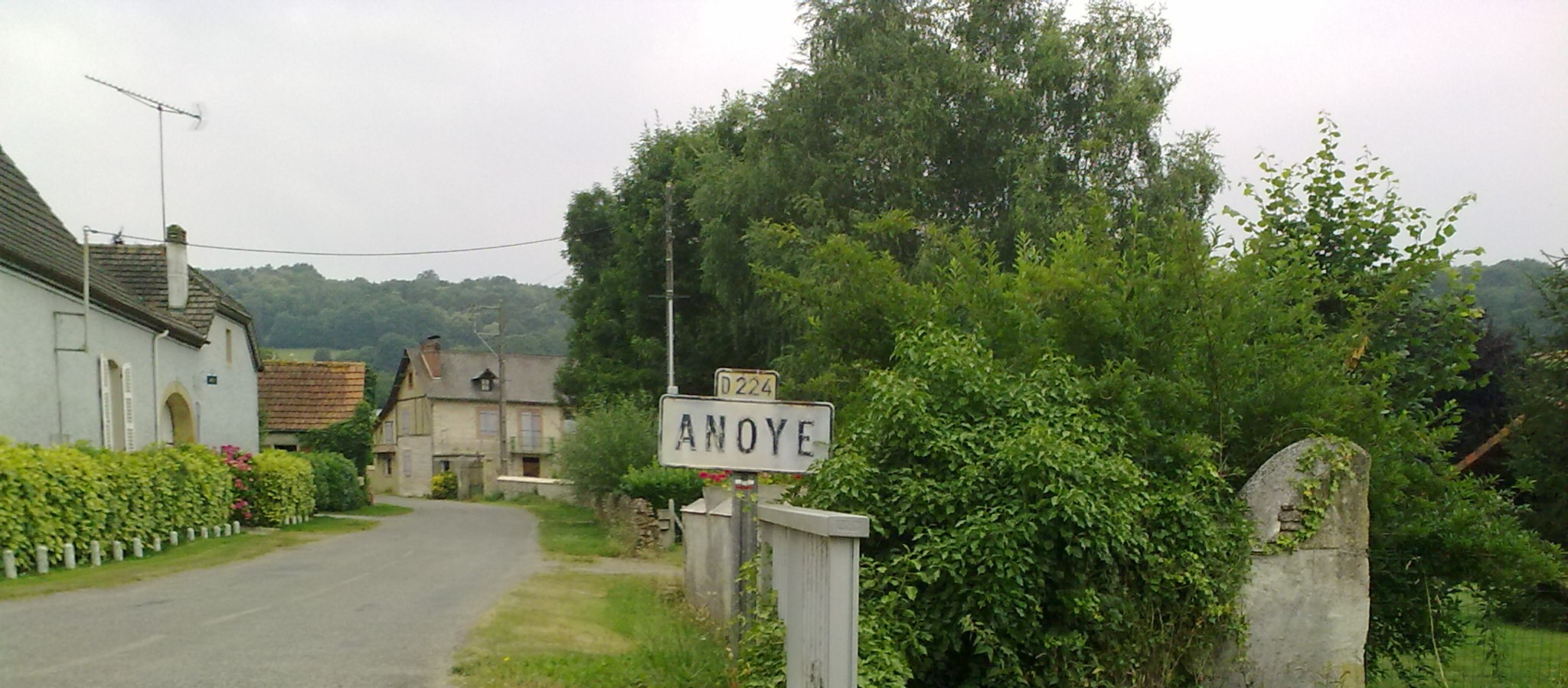
Entrée dans Anoye.
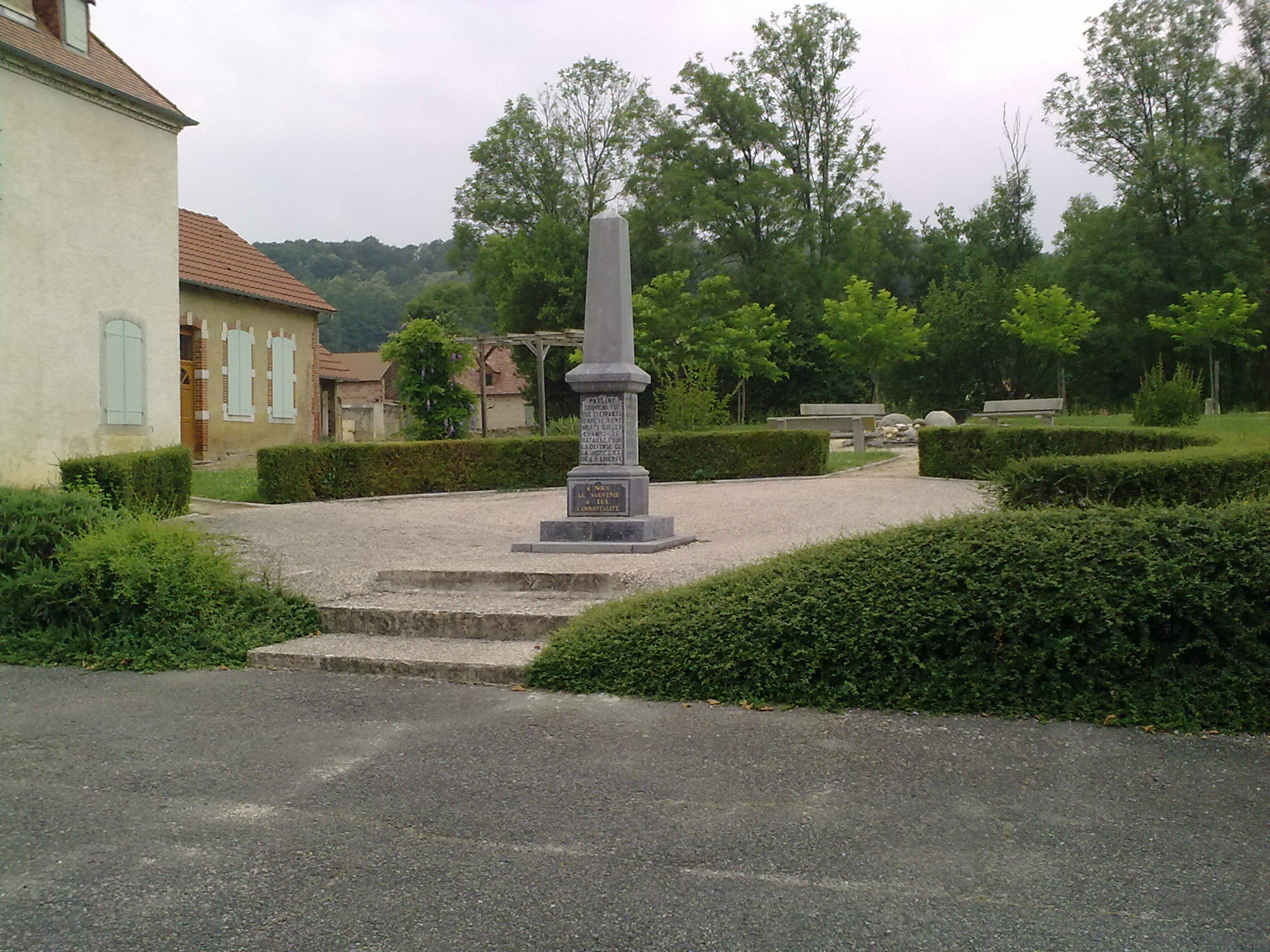
Le monument aux morts.
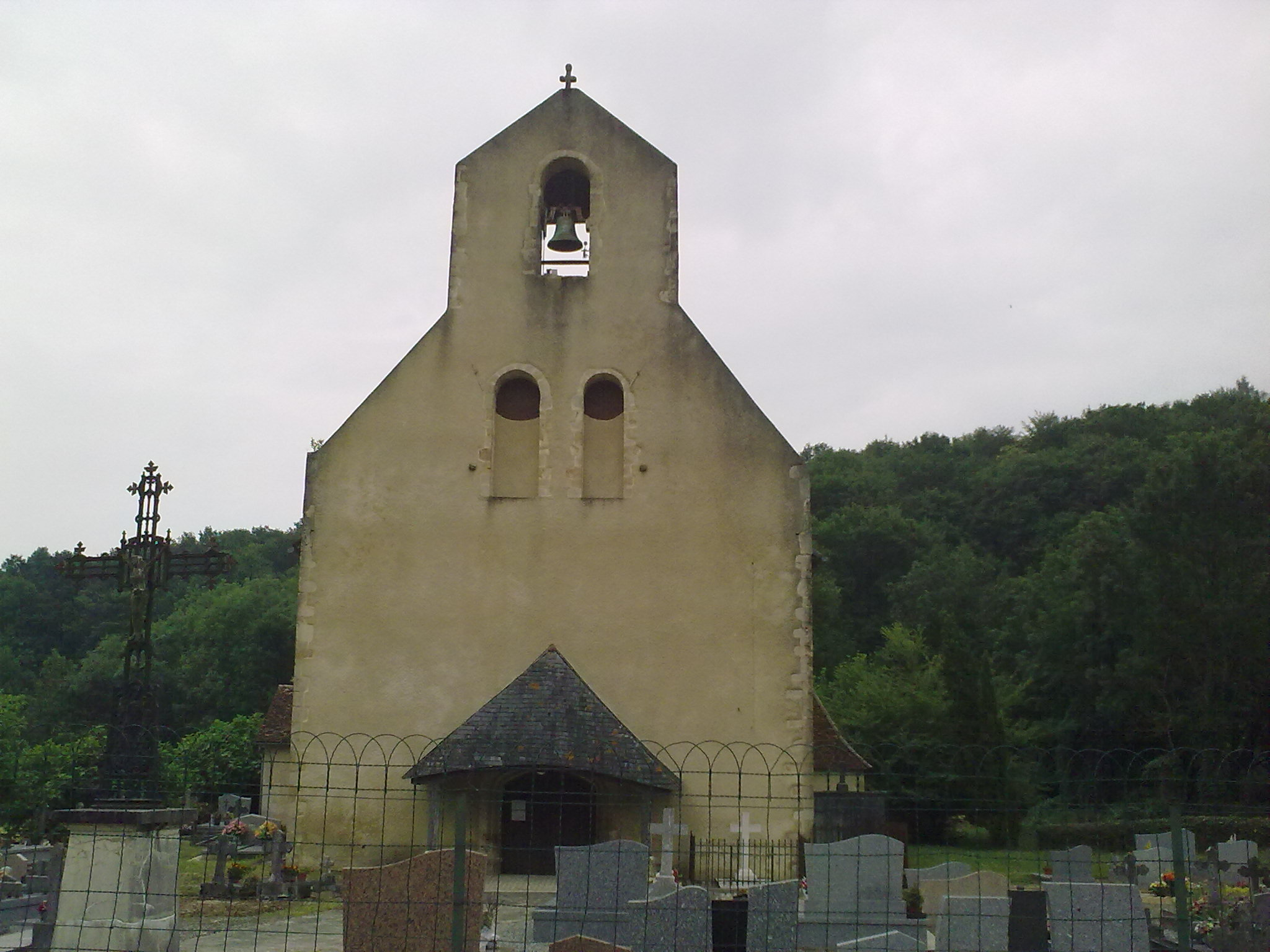
L'église Notre-Dame.

#### Patrimoine civil
Un ensemble fortifié (motte, basse-cour, fossé, ouvrage d'entrée, église, château) témoigne d'une présence seigneuriale dès le XIe siècle.
On trouve également des ruines d'un hôpital de Sendetz (Saint-Dèce ?) des Hospitaliers de l'ordre de Saint-Jean de Jérusalem, fondé en 1315. Il était semble-t-il situé à la sortie du village, sur l'ancien chemin de Saint-Jacques et était encore mentionné avec son église en 1570. Elles recelaient deux bornes, dites « maltaises », du XVIIIe siècle, l'une étant à présent au musée de Morlaàs, la seconde ayant disparu. De cet hôpital dépendait un moulin à eau, dit du Pont (1607), sans doute reconstruit en 1838.
Anoye possède un ensemble de demeures, (dont une ancienne abbaye laïque au lieu-dit Astis) et de fermes,,,,,,,, datant des XVIIe, XVIIIe et XIXe siècles.
Située à la sortie du village, la maison dite château de Salettes fut construite elle aussi au XVIIe siècle et remaniée aux siècles suivants..
En face de l’église, se trouvait la maison commune, reconstruite en 1771.
On trouve également dans la commune une fontaine datant de 1652 et deux moulins, du XVIIIe siècle et du XIXe siècle.
Le pont sur le Léez date de 1784 et 1790. Il est inscrit à l’Inventaire général du patrimoine culturel.

#### Patrimoine religieux
L’église Saint-Orens d'Astis est inscrite à l'Inventaire général du patrimoine culturel. L'église est dédiée à saint Orens d'Auch.

##### Église Notre-Dame d'Anoye
L'église Notre-Dame, ancienne chapelle castrale des XIIe, XIIIe et XIVe siècles. Elle est inscrite à l'Inventaire général du patrimoine culturel. L'église est dédiée à Notre-Dame.
Elle fut construite et remaniée en 1757 (à la suite de l'effondrement du toit et d'une partie des murs), 1764 (ajout d'une sacristie), 1777 (couverture) et 1878 (construction d'une chapelle dédiée à la Vierge) et en 1930 (réfection du clocher). De toutes ses transformations, ne subsiste du XVIe siècle que la porte d'entrée. Elle recèle du mobilier, sept verrières, des tableaux, des statues et des objets inscrits à l'inventaire général du patrimoine culturel, tout comme une croix et une dalle funéraire du cimetière.
Le presbytère, quant à lui, date du début du XVIIIe siècle (1701) et fut réparé au XVIIIe siècle.
Jusqu'à la fin du XVIIIe siècle, Anoye comptait une autre église (église Saint-Orens) au lieu-dit Astis. C'était la première église paroissiale qui fut abandonnée (1757) car trop éloignée du bourg.
Anoye est une étape sur la via Tolosana (ou voie toulousaine), nom latin d'un des quatre chemins de France du pèlerinage de Saint-Jacques-de-Compostelle.